# 陇田镇
陇田镇是中国广东省汕头市潮南区所辖的一个镇。2004年由原沙陇镇与田心镇合并而成，全镇总面积70.96平方公里，人口12.62万人。

## 行政区划
- 居民委员会：东仙、东波、兴陇、溪西、仙家、浩溪、华瑶、田二
- 行政村：珠埕、合力、敦灶、长厝、高埔、永安、西湖、乌石、石坑、大布洋、葫芦、芝兰、东华、望上、茆港、溪尾、北洋、田一、田三、田四、华林、南埔、南阳

## 交通

### 道路
- 深汕高速公路(沈海高速公路)
- 潮汕环线高速公路
- 228国道
- 236省道陈沙公路
- 237省道和惠公路

### 铁路
- 汕汕铁路潮南站